# Boeing C-135 Stratolifter
Boeing C-135 Stratolifter je transportní letoun odvozený z prototypu proudového dopravního letounu Boeing 367-80 (také posloužil jako základ pro 707). Oproti typu 707 má užší a kratší trup. Boeing dal letounu mezinárodní označení Model 717. Od počátku sériové výroby v roce 1956 slouží C-135 a několik jeho variant v americkém letectvu.
V širším smyslu je C-135 označení prou celou řadu letounů, která zahrnuje různé varianty. Pouze modely KC-135A a -B, RC-135A, -B a C-135A, -B a -F byly vyráběny jako nová letadla. Všechny ostatní verze – včetně EC-135, OC-135, WC-135 a desítky podtypů – byly v průběhu let přestavovány z již existujících strojů.

## Specifikace (C-135)
- Posádka: 3 (2 piloti a obsluha nákladu)
- Délka: 41,53 m
- Výška: 12,7 m
- Rozpětí: 39,88 m
- Plocha křídel: 226 m²
- Hmotnost prázdného stroje: 44 663 kg
- Vzletová hmotnost: 135 000 kg
- Maximální vzletová hmotnost: 146 000 kg
- Pohonné jednotky: 4× dvouproudový motor CFM International CFM56 každý o tahu 96 kN (po výměně motorů)
- Pohonné jednotky: 4× dvouproudový motor Pratt & Whitney TF-33-PW-102 každý o tahu 80 kN

### Výkony
- Maximální rychlost: 933 km/h
- Dolet: 5 550 km
- Dostup: 15 200 m
- Počáteční stoupavost: 1 490 m/min